# Аларм

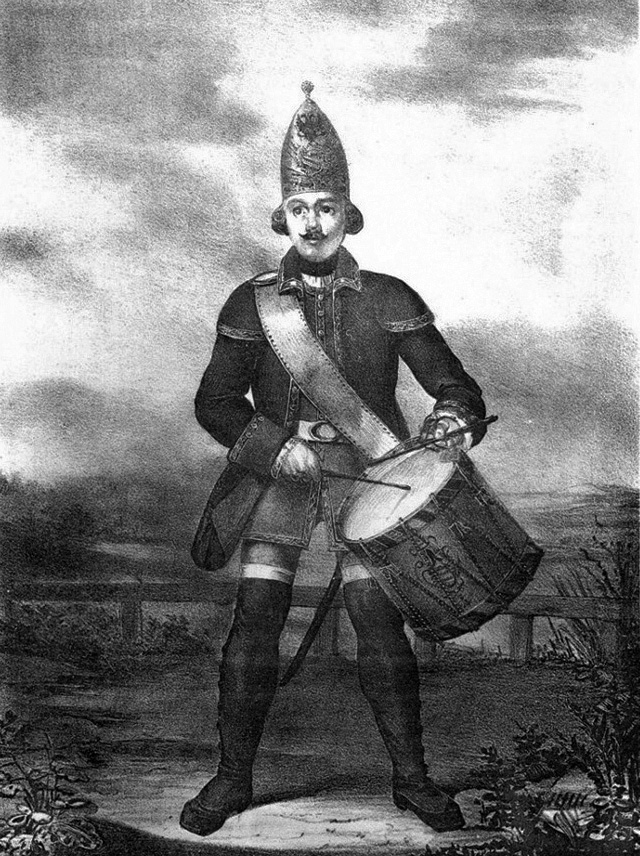
Барабанщик гренадерской роты пехотного полка, Русской армии, ВС России, 1756—1762 годов.

Ала́рм (англ. alarm — тревога, ранее ала́рма от фр. a l’arme — к оружию) — устаревший термин, означавший внезапный, чрезвычайный сбор находящихся под ружьём войск на назначенные заранее места (так называемые места аларма), знак этому подается барабаном, рожком и трубою или сигнальными выстрелами и тому подобное.
На Русском флоте аларм — морской термин, означавший боевую тревогу на корабле. 

## История
В мирное время сигнал «аларм» подавался в Русской армии ВС России при пожарах и мятежах, а также с целью приучать войска к быстрому сбору; на войне он употреблялся при неожиданных нападениях неприятеля.
Дабы оградить ближайшие к неприятелю войска от этих внезапных атак, в местах расположения войск, особенно ночью, большие здания занимаются войсковыми частями, которые должны быть готовы к немедленному отражению всякого нападения. Такие здания, нередко приводимые, кроме того, в оборонительное положение, называли домами аларма.
Чаще всего говорилось об аларме в тех случаях, когда из двух стоящих один против другого отрядов воюющих который-либо нападал на форпосты противника с превосходными силами и оттеснял их, чтобы таким образом принудить главные его силы готовиться к бою. Это делалось с целью обеспокоить и утомить неприятеля, сделать его безопасным посредством частых атак или же для рекогносцировки численной силы и положения главной неприятельской армии. Самое характеристическое свойство алармирования состоит в том, что нападающий старался избегать всякого серьёзного боя, чтобы можно было прервать атаку без значительной потери. Алармирование собственных войск во время похода происходило в тех случаях, когда передовые войска, будучи вынуждены отступать пред нападающим неприятелем, подавали об этом условные знаки, что делалось при помощи выстрелов из расставленных на известных местах пушек, также посредством поднятия шестов или с помощью маяков, телеграфов и так далее.
В военном деле России аларма применялась также как военная хитрость: 

2 сентября, при штурме штерн-шанца, произвёл со своей стороны удачную фальшивую аларму.— Репнин, Аникита Иванович // Русский биографический словарь : в 25 томах. — СПб.—М., 1896—1918.